# Eliseus Libaerts
Eliseus Libaerts (actief 1557-1569) was een goudsmid en vervaardiger van militaire beschermende kleding. Van zijn leven is zo goed als niets geweten. In de Rüstkammer van het Residenzschloss te Dresden bewaart men een paradeharnas voor de Zweedse koning Erik XIV van zijn hand. 

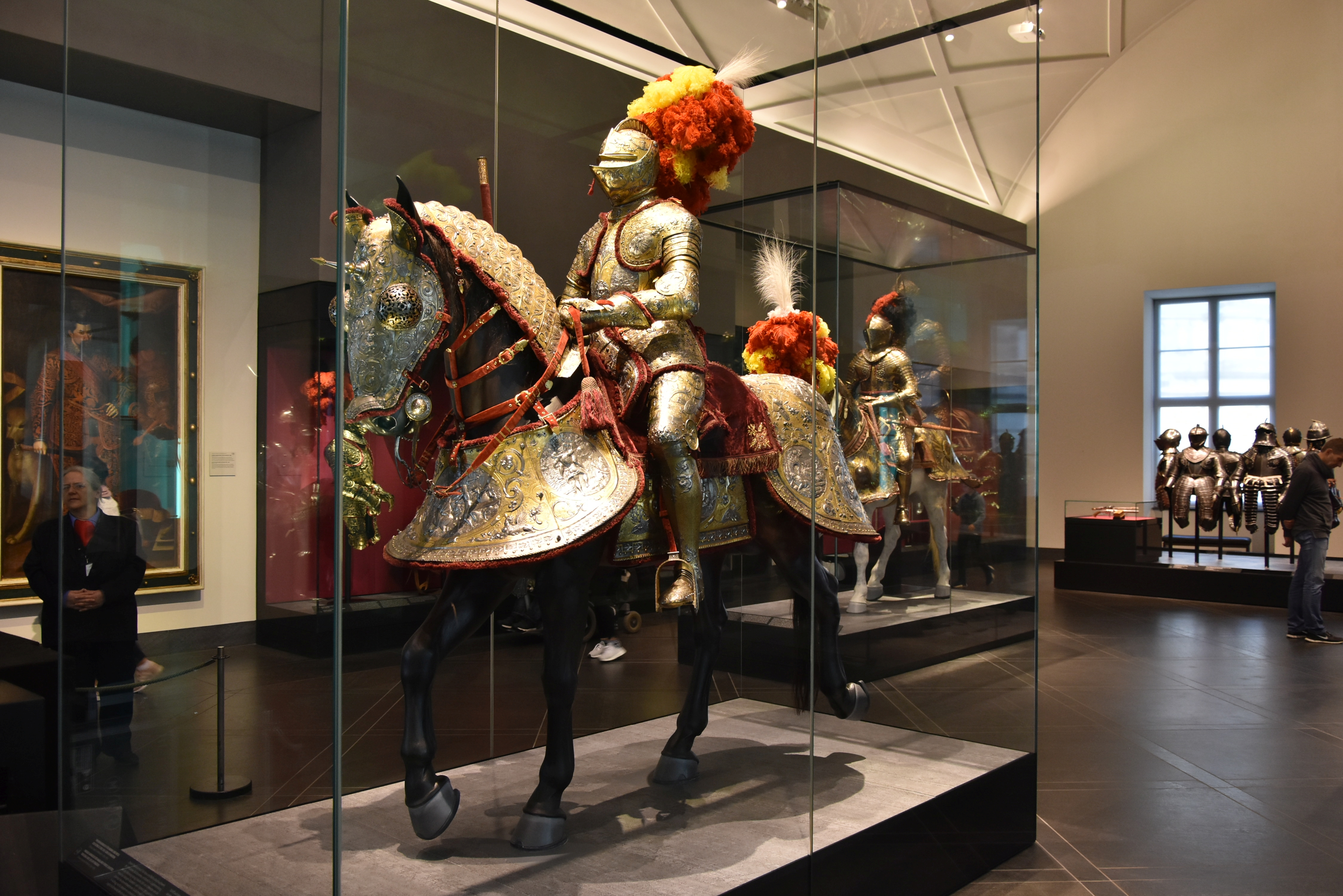
Het paradeharnas voor Erik XIV van de hand van Eliseus Libaerts

Tijdens een tentoonstelling in 1948 in Stockholm, waar men dergelijke stukken uit verscheidene Europese musea samenbracht, werden meerdere objecten aan hem toegeschreven die eerder aan Fransen toebehoorden.  